# Leonardo Dudreville

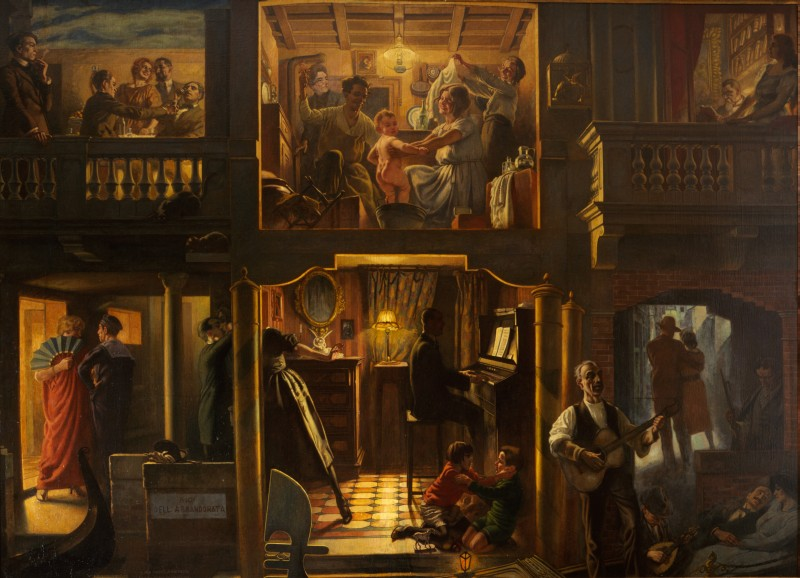
Amore: discorso primo, 1924
Milano, Collezioni d'arte della Fondazione Cariplo.

(Leonardo Dudreville)
Leonardo Dudreville (Venezia, 4 aprile 1885 – Ghiffa, 13 gennaio 1976) è stato un pittore italiano, fra gli iniziatori del movimento artistico del Novecento nel 1922 a Milano. Fu esponente di spicco del ritorno all'ordine italiano durante il ventennio.

## Biografia
Nato da una famiglia di origine francese (il nome della famiglia Dudreuil verrà successivamente trasformato in Dudreville), da Giuseppe e di Leonilde Madalena. Rimasto cieco da un occhio all'età di nove anni giocando con una balestra, nel 1902 troncò gli studi classici a cui il padre magistrato lo aveva avviato, dichiarando di voler fare il pittore. 
Si trasferì ben presto a Milano dove compì i suoi studi presso l'Accademia di Brera: qui venne in contatto con l'ambiente divisionista lombardo che influenzò fortemente la sua opera lungo il corso del suo primo periodo artistico.
Nel 1906 si recò a Parigi con Anselmo Bucci e lo scrittore Mario Bugelli. Insoddisfatto vi restò solo per pochi mesi, per poi di tornare in Italia e stabilrsi per qualche tempo a Borgo Taro nel Parmense, dove eseguì il dipinto più noto di questa fase giovanile: Mattino sull'Appennino , esposto nel 1908 alla Promotrice di Torino e in seguito acquistato dal mercante Alberto Grubicy (oggi esposto alla Galleria Nazionale d'arte moderna di Roma). 
Nel frattempo si accostò all'avanguardia futurista. Pur non aderendo al movimento, si interessò al concetto di ritmo e al suo rapporto con il colore, fondando il gruppo "Nuove tendenze". 
La sua posizione teorica in quegli anni era fondata su una corrispondenza tra stato d'animo e colore.
Conobbe, inoltre, Boccioni e i futuristi, ma non venne incluso tra i firmatari del loro Manifesto.

## La maturazione: "Idee chiare, chiaramente espresse"
Nel 1919 Dudreville decise di abbandonare l'astrattismo per ritornare ad una figurazione classica ed iperrealista: "Idee chiare, chiaramente espresse" da questo momento divenne il suo motto. 
Alla base di questo radicale cambiamento ci fu la parentesi di guerra vissuta tra il 1915 e il 1918 (a cui Dudreville non partecipò in quanto riformato) che rappresentò per il pittore una crisi artistica destinata a rivoluzionare il suo modo di concepire l'arte.
Nel 1920 firmò il Manifesto contro tutti i ritorni in pittura e nel marzo 1921 partecipò alla mostra berlinese del gruppo di Valori plastici.
Intanto si era avvicinato al cenacolo di Margherita Sarfatti: alla fine del 1922 aderì al gruppo che si riuniva presso la galleria Pesaro con il nome Sette pittori del '900 con Bucci, Funi, G. E. Malerba, P. Marussig, U. Oppi e M. Sironi.
Fu tra i fondatori del movimento Novecento e con il gruppo espose nel 1924 alla Biennale veneziana.
La sua partecipazione al gruppo era però limitata (se ne distaccherà nel 1924) e si espresse in una oggettività fiamminga, vicina alla Neue Sachlichkeit tedesca.
Nel 1926 rifiutò gli inviti di Sarfatti di entrare a far parte del comitato del Novecento italiano definendo "fiamminga" la sua pittura. Con questa definizione intese sancire la sua distanza dagli aspetti trionfalistici e storicistici che rimproverava ad alcuni artisti del secondo Novecento italiano.
Negli anni Trenta l'artista proseguì appartato la sua ricerca, esponendo alla Quadriennale di Roma e a due personali milanesi (Galleria Dedalo, nel 1936 e Galleria Gian Ferrari nel 1940).

## Gli ultimi anni
Nel 1942, volendo sfuggire ai bombardamenti, abbandonò Milano e si rifugiò a Ghiffa sul lago Maggiore. 
Qui rimase per il resto della sua vita (morì nel 1976) dedicandosi, oltre che alla pittura ed alla musica, alla stesura di memorie e testimonianze, alla lettura, alla caccia e alla pesca, alla costruzione di barche.

## Elenco delle opere
- Autoritratto (1909), olio su cartone, Collezione privata
- Studio per "Come mi sento" (1916), pastello su cartone intelato, Collezione privata
- Autoritratto con bicchiere (Studio per Amore. Discorso primo) (1923, carboncino su carta intelata, Collezione privata
- Autoritratto in veste da cacciatore (1946), olio su tela, Collezione privata
- Volto di donna (La Zanetta. Vecchia sotto una pergola) (1907), olio su compensato, Collezione privata
- Paesaggio montano (1907-1908), olio su tavola, Collezione privata
- Pascoli (1907-1908), olio su tela Fiesole, Collezione Giovanni Bucci
- Borgotaro al tramonto (1908), olio su tela Fiesole, Collezione Giovanni Bucci
- Borgotaro (1907), olio su cartone, Collezione privata
- Paesaggio. L'Appennino (1908), circa olio su tavola, Collezione privata
- Sottobosco (1908), circa olio su tela, Collezione privata
- Mia madre (1910), pastello su cartone, Collezione privata
- Le voci del silenzio (1912), olio su tela, Lugano, Museo Civico di Belle Arti
- Terra-Madre Grande (1912), olio su tela, Lugano, Museo Civico di Belle Arti
- Trilogia campestre. Quando le campane martellano (1912), olio su tela, Lugano, Museo Civico di Belle Arti
- Quando le campane martellano (1912), gouache e tecnica mista su carta, Collezione privata
- La primavera (1912), olio su tela, Novara, Museo Civico
- Studio per L'autunno (1913), tempera su carta intelata, Collezione privata
- Studio per L'inverno (1913), tempera su carta, Collezione privata
- Ritmi emanati da Antonio Sant'Elia (1913), tecnica mista su carta, Collezione privata
- Ritmi emanati da Ugo Nebbia (1913), tecnica mista su carta, Roma, Collezione Massimo Carpi, courtesy Associazione Futur-ism
- Eroismo, tragedia, follia, ossessione, asfissia (1914), pastello su cartoncino, Collezione privata
- Lirica al tramonto (1914), olio su tela, Roma, Collezione Banca d'Italia
- Nel bosco dei castagni (1916), olio su tela, Cento, Galleria d'Arte Moderna Aroldo Bonzagni
- Giornata di pioggia in città (Corso Vittorio Emanuele) (1916), gouache e tecnica mista su carta intelata Collezione privata
- Al caffè (1917), tecnica mista su cartoncino, Collezione privata
- Ritratto della sorella Margherita (1917), pastello su carta, Collezione privata
- Aspirazione (1917), olio su tela Monza, Collezione Galleria Antologia
- Senso (1917-1918), olio su tela, Collezione privata
- Il cantiere (1920), olio su tela, Collezione privata
- Chiavari (1920), olio su tela, Collezione privata
- Figura femminile (1921), bronzo, Collezione privata
- Amore: discorso primo (1924), Collezione Cariplo
- La giapponese (1929), olio su tela, Collezione privata
- Cacciagione (1929), olio su tela, Collezione privata
- Paesaggio (1934), olio su tavola, Collezione privata
- Prato (1934), olio su tavola, Collezione privata
- La strada (1937), olio su tela, Collezione privata
- Beccaccini (1935), olio su tavola, Collezione privata
- Natura morta con lepre (1934), olio su tela, Collezione privata
- Vanette (1935), olio su tela, Collezione privata
- Granchio (1937), olio su tavola, Collezione privata
- Natura morta con beccaccia (1940), olio su tavola, Collezione privata
- Ritratto di ragazza (1938), olio su tavola, Collezione privata
- Ritratto della moglie Tina (1936), olio su tela, Collezione privata
- Tina (1937), olio su tela, Collezione privata
- Antoliva (1946), olio su tavola, Collezione privata
- Pernici bianche (1948), olio su tavola, Collezione privata
- Natura morta con francobolli (1951), olio su tavola, Collezione privata
- L'albero abbattuto (1948), olio su tavola, Banca Popolare di Intra
- Ghiffa (1955), olio su tavola Ghiffa, Palazzo Comunale
- Studio per Amore. Discorso primo 1920, olio su tavola, Collezione privata
- La servetta (1921), olio su tavola, Collezione privata
- Studio di carattere (1921), olio su tavola, Macerata, Fondazione Cassa di Risparmio della Provincia di Macerata – Museo Palazzo Ricci
- Ritratto del pittore Aloi (1921), olio su tavola, Torino, Collezione Marina e Antonio Forchino
- Panorama. La gran valle (Villafranca) (1922), olio su tavola Collezione privata
- Ritratto di Marcella (1923), olio su tavola, Collezione Vittoriale Antichità di Cammi Davide (Piacenza)
- Nudino (1923), olio su tavola Mesagne, Collezione Distante
- Giacomino (1923), olio su tela, Collezione privata
- Giacomino (1924), olio su tela, Collezione privata
- Mio padre (1924), olio su tavola, Collezione privata
- Amore. Discorso primo (1921-1924), olio su tela, Milano, Banca Intesa BCI (opera in loco)
- Argento (1927), olio su tavola, Collezione privata
- Occhiali (1925), olio su tela, Torino, Collezione Gigi e Mita Tartaglino
- Natura morta con pennelli (1929), olio su tavola, Collezione privata
- Gli storni (1926), olio su tavola, Collezione privata
- Paesaggio di campagna (1927), olio su tela, Firenze, Galleria d'Arte Moderna Palazzo Pitti
- Cacciatore che spara all'airone (1928-1930), olio su tela, Collezione privata
- Ragazzo con atlante (1928), olio su tavola, Collezione privata
- Interno. Massaia (1929), olio su tavola, Collezione privata

## Scritti
- Dudreville Leonardo - Profilo di Roberto Aloi - Milano 1952 (opuscolo stampato in 500 esemplari)